# Borki Drużbińskie
Borki Drużbińskie (prononciation [ˈbɔrki druʐˈbiɲskʲɛ]) est un village de la gmina de Pęczniew, du powiat de Poddębice, dans la voïvodie de Łódź, situé dans le centre de la Pologne.
Il se situe à environ 8 kilomètres (km) au nord-est de Pęczniew (siège de la gmina), 12 kilomètres au sud-ouest de Poddębice (siège du powiat) et 46 kilomètres à l'ouest de Łódź (capitale de la voïvodie).

## Administration
De 1975 à 1998, le village était attaché administrativement à l'ancienne voïvodie de Sieradz.

Depuis 1999, il fait partie de la nouvelle voïvodie de Łódź.